# CURL
A cURL egy számítógépes szoftver projekt, amely több protokollon keresztüli fájlelérést biztosít egy parancssori eszköz és egy könyvtár segítségével. A cURL projekt két terméket hoz létre, a libcurl-t és a cURL-t. Először 1997-ben adták ki.

## libcurl
Egy ingyenes kliensoldali URL-transzfer könyvtár, amely támogatja az FTP, FTPS, Gopher, HTTP, HTTPS, SCP, SFTP, TFTP, Telnet, DICT, fájl URI-séma, LDAP, LDAPS, IMAP, POP3, SMTP és RTSP protokollokat. A könyvtár támogatja a HTTPS tanúsítványokat, a HTTP POST-ot, a HTTP PUT-ot, az FTP-feltöltést, Kerberost, a HTTP űrlap alapú feltöltést, a proxykat, a sütiket, a felhasználónév-jelszóval történő autentikációt, a fájltranszfer-folytatást, és a HTTP proxyt.
A libcurl könyvtár hordozható. Több platformon működik ugyanúgy, beleértve a Solaris, NetBSD, FreeBSD, OpenBSD, Darwin, HPUX, IRIX, AIX, Tru64, Linux, UnixWare, HURD, Windows, Symbian, Amiga, OS/2, BeOS, Mac OS X, Ultrix, QNX, BlackBerry Tablet OS, OpenVMS, RISC OS, Novell NetWare, DOS és egyéb operációs rendszereket is.
A libcurl könyvtár ingyenes, szálbiztos, IPv6 kompatibilis és gyors. A libcurl-höz több, mint 40 programnyelven érhető el csatolás.

## cURL
Parancssori eszköz a fájlok URL-szintaxissal való lekérésére vagy elküldésére.
Mivel a cURL libcurl-t használ, így nagy mennyiségű protokollt támogat, így például a HTTP-t, a HTTPS-t, az FTP-t, az FTPS-t, az SCP-t, az SFTP-t, a TFTP-t, az LDAP-ot, az LDAPS-t, a DICT-et, a TELNET-et, a FILE-t, az IMAP-ot, a POP3-at, az SMTP-t és az RTSP-t (az utolsó négyet kizárólagosan a 7.20.0 vagy 2010. február 9. óta).
A projekt nevének eredte a "Client for URLs" (kliens az URL-eknek), eredetileg nagybetűsen írva az URL-t, annak egyértelműsítésére, hogy URL-eket kezel. A tény, hogy kiejthető, mint "see URL" (lásd az URL-t) szintén segített; a "Client URL Request Library" (Kliens az URL-lekérő könyvtárnak) és a rekurzív "Curl URL Request Library" (CURL URL-lekérő könyvtár) rövidítéseként is működik.
Daniel Stenberg a cURL írását 1997-ben kezdte, egy több-protokollon, például a HTTP-n, az FTP-n, a GOPHER-en, és egyéb protokollokon keresztüli fájlátviteli parancssoros programként. Több más személy is fontos vagy életbevágó változtatást hajtott végre a projekten. A cURL szabadszoftver, az MIT License alatt lett kiadva.

## A cURL története
A cURL alapötlete 1997-ben született meg. A célja az IRC-használók számára a valutaváltási adatok biztosítása volt, amelynek adatai elérhetőek voltak, ám ki kellett volna nyerni őket. Ekkor egy meglevő eszköz (a httpget) kismértékű átírásával a feladatra alkalmas új eszköz jött létre. Az adatok a későbbiekben azonban egy GOPHER-alapú honlapon lettek elérhetők, így ennek, továbbá az FTP-nek is bekerült a támogatása nem sokkal később. Ekkor a projekt neve httpget-ről urlget-re változott.
A projekt egyre újabb lehetőségeket biztosított. 1998-ban a 4. verzióval feltöltési lehetőségek is bekerültek a programba, ekkor változott a neve cURL-lé. Ezután hozzáadták az SSL támogatást, majd hivatalosan is kiadták a programot. A 4.9-es verzióval megjelent a sütik támogatása és ezzel párhuzamosan a program a GPL licencről az MPL licencre váltott.
A projekt azóta is változtatásokon megy keresztül: a 7.11.0-s verzió (2001) bevezette a nagy fájlok támogatását, 2006-ban hozzáadták az SCP és az SFTP protokollok támogatását, 2009-ben pedig az IMAP, POP3 és SMTP protokollok támogatását.

## A cURL parancssori használatára példák
A cURL alapvető használata a parancssorba a curl parancs begépelése, majd a kimenetre való várakozás
Példának okáért az example.com kezdőlapja így nyerhető ki:
```
curl www.example.com
```

A cURL alapesetben a standard kimenetre (általánosságban a terminál ablaka) írja ki a kimenetet. Ebből következően az előző példát a legtöbb operációs rendszeren a terminálablakban jelenítené meg.
A cURL azonban ki tudja írni a kimenetet fájlba is, a következőképpen:
```
curl -o example.html www.example.com
```

Ez a parancs a www.example.com kezdőlapját egy example.html nevű fájlba menti el. A kimenet kinyerésekor a cURL egy állapotjelzőt jelenít meg, amely kimutatja, hogy a tartalom hány százaléka töltődött le. Itt megjegyzendő azonban, hogy a terminálablakba való kiíráskor a cURL nem mutat állapotjelzőt, mivel az nagy eséllyel megzavarná a kimenet kiírását.
Amennyiben ugyanolyan névvel akarjuk elmenteni a fájlt, mint amilyen neve volt a terminálablakban, a -O jelzés használható, például:
```
curl -O www.example.com/example.html
```

## Fordítás
- Ez a szócikk részben vagy egészben  a   CURL című angol Wikipédia-szócikk fordításán alapul.  Az eredeti cikk szerkesztőit annak laptörténete sorolja fel. Ez a jelzés csupán a megfogalmazás eredetét és a szerzői jogokat jelzi, nem szolgál a cikkben szereplő információk forrásmegjelöléseként.

## Külső hivatkozások
- A cURL honlapja
- A cURL kézikönyve
- A cURL és más nyílt forráskódú letöltő eszközök összevetése
- A cURL és a wget összevetése
- A cURL (libcurl) használata a PHP-ben